# Mathias Schersing

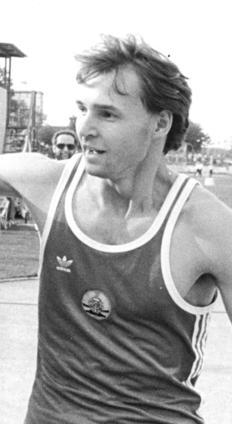
Mathias Schersing, 1984

Mathias Schersing (* 7. Oktober 1964 in Halle (Saale)) ist ein ehemaliger Sprinter aus der DDR, der in den 1980er Jahren als 400-Meter-Läufer erfolgreich war. Sein größter Erfolg ist der dritte Platz bei den Europameisterschaften 1986 (44,85 s). Mit der 4-mal-400-Meter-Staffel der DDR wurde er bei diesen Europameisterschaften Sechster.
Bei den Weltmeisterschaften 1987 schied er im 400-Meter-Einzelrennen und in der 4-mal-400-Meter-Staffel im Halbfinale aus.
Bei den Olympischen Spielen 1988 in Seoul erreichte er mit der DDR-Staffel Platz vier (3:01,13 min).
1984 stellte er am 21. Juli in Potsdam mit 44,86 s einen DDR-Rekord im 400-Meter-Lauf.
1986 wurde er DDR-Meister über 400 Meter (45,19 s).
Mathias Schersing startete für den SC Chemie Halle. In seiner aktiven Zeit war er 1,85 m groß und wog 68 kg. Seine Ehefrau Petra Schersing (geb. Müller) war ebenfalls über 400 Meter erfolgreich.